# Барабаш Світлана Григорівна
Світла́на Григо́рівна Бараба́ш (до шлюбу Гавриленко, нар. 30 червня 1941, Олександрівка (Кіровоградська область, смт) — пом. 27 квітня 2007) — українська поетеса, літературознавиця та викладачка. Доктор філологічних наук, професор. Заслужений працівник освіти України. Член Національної спілки письменників України (2004).

## Біографія
Світлана Гавриленко народилася 30 червня 1941 року в селищі Олександрівка Кіровоградської області. Закінчила школу із золотою медаллю.
Вступила на філологічний факультет Львівського національного університету. Тут почала усвідомлювати свою причетність до народу, нації. Після закінчення університету працювала на Донбасі, куди отримала призначення як молодий філолог (школа робітничої молоді, Донецький університет). Через кілька років повернулася на Кіровоградщину, де довгий час працювала в Центральноукраїнському педінституті, згодом очолила кафедру українознавства Центральноукраїнського технічного університету.
Протягом 1993—2007 років очолювала кафедру українознавства (з 2009 року — кафедра гуманітарних наук та документознавства) Центральноукраїнського національного технічного університету.
Серед багатьох значимих заслуг Світлани Барабаш — створення і впровадження вагомої гуманітарної складової у Центральноукраїнському національному технічному університеті.
За ініціативи Барабаш у 2006 році в університеті було відкрито новий напрям підготовки «Документознавство та інформаційна діяльність», завдяки чому кафедра гуманітарних наук та документознавства набула статусу випускаючої й отримала нові можливості у сфері освіти та наукової діяльності.
1979 року захистила кандидатську дисертацію, присвячену творчості Андрія Малишка, 2004 року — дисертацію на здобуття вченого ступеня доктора філологічних наук «Творчість Ліни Костенко в ідейно-художньому контексті доби».
Померла 27 квітня 2007 року.

## Творчість
Авторка книжок «Чарівні джерела поезії» (Творчість Андрія Малишка), «Серце вільне і пісенне» (Творчість Дмитра Павличка), «Душа прозріє Всесвітом очей» (Творчість Ліни Костенко), книжки літературознавчих досліджень «Пісні з голосу моєї мами», збірки поезій «Золоті причали». Поетесу хвилювали фундаментальні проблеми життя. Звертаючись до сучасників, вона сподівалась розворушити українців, збайдужілих до історичних та культурних надбань.
На Кіровоградському обласному телебаченні вела публіцистичну програму «Вітальня Світлани Барабаш».

## Премії та нагороди
Лауреатка обласної журналістської премії імені Володимира Винниченка.
За значний особистий внесок у соціально-економічний, культурний розвиток Української держави, вагомі трудові досягнення та з нагоди 15-ї річниці незалежності України 18 серпня 2006 року нагороджена орденом княгині Ольги третього ступеня.